# Cuenca germánica

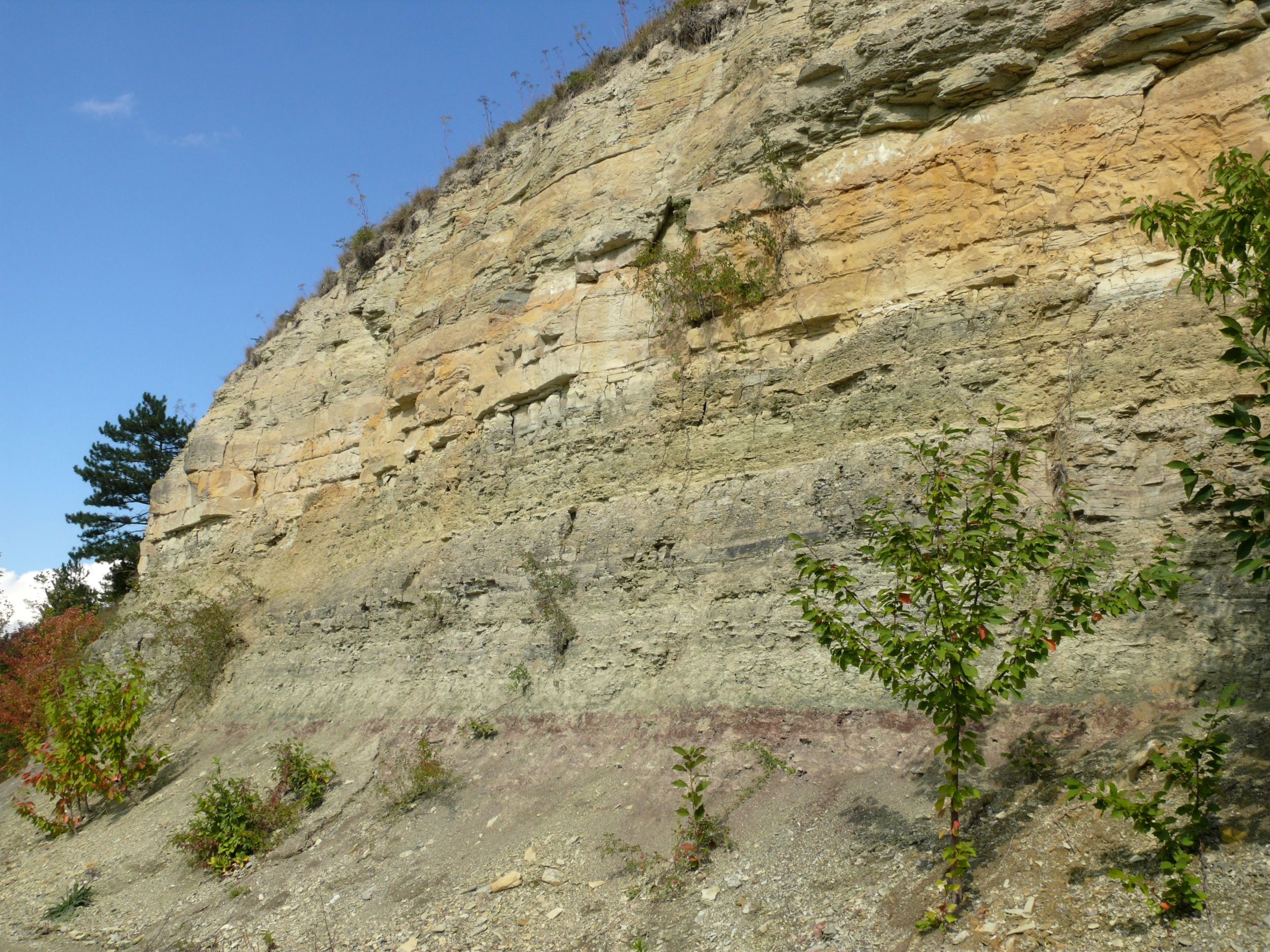
Contacto entre las facies Buntsandstein y Muschelkalk en la cuenca germánica.

La cuenca germánica fue una cuenca sedimentaria que se formó durante el Pérmico y que se extendía por gran parte de Europa. A partir de su estudio Friedrich August von Alberti definió el Triásico en el año 1834 a partir de la presencia de tres facies: Buntsandstein, Muschelkalk y Keuper.
Las condiciones climáticas eran áridas al estar la cuenca situada a una latitud de entre 20° y 30°. Se ubicaba en la zona central del supercontinente Pangea al noroeste del océano Tetis.